# Giulio Angioni
Giulio Angioni (Guasila, Cerdeña, 28 de octubre de 1939-Cagliari, 12 de enero de 2017) fue un escritor y antropólogo italiano. Fue autor de veinte libros de ficción y una docena de volúmenes de ensayos de antropología. 

## Carrera literaria
Con Sergio Atzeni y Salvatore Mannuzzu fue uno de los iniciadores de la narrativa de Cerdeña de hoy, conocida como Nueva ola literaria sarda, de ámbito europeo, que siguió el trabajo de distintas figuras prominentes como Grazia Deledda, Emilio Lussu, Giuseppe Dessì, Gavino Ledda, Salvatore Satta. 
Giulio Angioni ocupó una cátedra de Antropología Cultural de la Universidad de Cagliari. Reconocido estudioso, él es responsable de un mayor conocimiento sobre el hombre y su entorno cultural en Cerdeña, que en cuarenta años exploró e hizo explorar a cientos de sus discípulos. Presente en los debates sobre la cultura, la literatura, la lengua, la historia de Cerdeña, fue un intelectual que felizmente dejaba las aulas universitarias y participaba en las iniciativas, poniéndose en juego, sin temor a la controversia, en sus libros como en artículos en revistas y periódicos. 
Entre sus muchas novelas, la mejor se considera Le fiamme di Toledo (Las llamas de Toledo). Segimon Arquer, el hijo mayor de una familia de magistrados de Cagliari y él mismo ya en veinte años fiscal general del Reino de Cerdeña, que entonces formaba parte de la corona española, ve su vida en la soledad de su celda en la cárcel de la Inquisición de Toledo. Lo hace para entender cómo es que ayer ha llegado a ser condenado a la hoguera, que se levantará en tres días, 4 de junio de 1571, en Plaza de Zocodover, a los 41 años y después de casi nueve años de prisión. La conclusión es clara: no se puede vivir una vida arruinada por la abjuración de sus más profundas convicciones. Los hechos narrados son casi en su totalidad lo que realmente pasó con la gente real, que en estas páginas tienen sus nombres reales, y los hechos ocurren en los lugares reales.

## Obras literarias
- L'oro di Fraus (Editori Riuniti 1988, Il Maestrale 2000)
- Il sale sulla ferita (Marsilio 1990, Il Maestrale 2010), finalista al Premio Viareggio 1990
- Una ignota compagnia (Feltrinelli 1992, Il Maestrale 2007), finalista al Premio Viareggio 1992
- Il gioco del mondo (Il Maestrale 1999)
- La casa della palma (Avagliano, 2000)
- Millant'anni (Il Maestrale 2002, 2009)
- Il mare intorno (Sellerio 2003)
- Assandira (Sellerio 2004),
- Alba dei giorni bui (Il Maestrale 2005, 2009), Premio Giuseppe Dessì 2005
- Le fiamme di Toledo (Sellerio 2006), Premio Corrado Álvaro 2006, Premio Mondello 2006
- La pelle intera (Il Maestrale 2007)
- Afa (Sellerio 2008)
- Tempus (CUEC 2008)
- Gabbiani sul Carso (Sellerio 2010)
- Doppio cielo, (Il Maestrale 2010)
- Il dito alzato (Sellerio 2012)
- Sulla faccia della terra (2015)

## Ensayos
En el campo de la antropología Giulio Angioni ha escrito sobre diversas áreas antropológicas, conduciendo estudios en particular sobre Cerdeña. 
- Tre saggi sull'antropologia dell'età coloniale, Flaccovio 1973
- Sa laurera: Il lavoro contadino in Sardegna, EDeS 1976 e Il Maestrale 2005
- Il sapere della mano: saggi di antroplogia del lavoro, Sellerio 1986
- Pane e formaggio e altre cose di Sardegna, Zonza 2000
- Fare dire sentire. L'identico e il diverso nelle culture, Il Maestrale 2011

### En español
- Por los caminos de la trashumancia (con Pedro García Martín), Junta de Castilla y León 1994
- La ciudad mediterránea (G. Angioni. et Alii), EUG 2010

## Literatura secundaria
- A. M. Amendola, L'isola che sorprende. La narrativa sarda in italiano (1974-2006), Cagliari, CUEC 200, 160-179.
- E. Hall, Greek tragedy and the politics of subjectivity in recent fiction, "Classical Receptions Journal", 1 (1), 23-42, Oxford University Press, 2009.
- C. Lavinio, Narrare un'isola. Lingua e stile di scrittori sardi, Roma, Bulzoni, 1991, 151-171.
- F. Manai, Cosa succede a Fraus? Sardegna e mondo nel racconto di Giulio Angioni, Cagliari, CUEC, 2006.
- M. Marras, Ecrivains insulaires et auto-représentation, "Europaea", VI, 1-2 (2000), 17-77.
- A. Ottavi, Les romanciers italiens contemporains, Paris, Hachette, 1992, 142-145.
- L. Schröder, Sardinienbilder. Kontinuitäten und Innovationen in der sardischen Literatur und Publizistik der Nachkriegszeit, Ber, Peter Lang, 2000.
- B. Wagner, Sardinien, Insel im Dialog. Texte, Diskurse, Filme, Tübingen, Francke Verlag 2008.